# Blepharidachne kingii
Blepharidachne kingii là một loài thực vật có hoa trong họ Hòa thảo. Loài này được (S.Watson) Hack. mô tả khoa học đầu tiên năm 1889.